# Daniel Powter
Daniel Richard Powter (sinh ngày 25 thâng 2 năm 1971) là một ca sĩ người Canada. Anh lớn lên ở Vernon, vùng Okanagan thuộc British Columbia, Canada. Anh nổi tiếng với đĩa đơn hit "Bad Day", đứng đầu bảng xếp hạng Billboard Hot 100 Mỹ trong 5 tuần vào năm 2006.

## Sự nghiệp

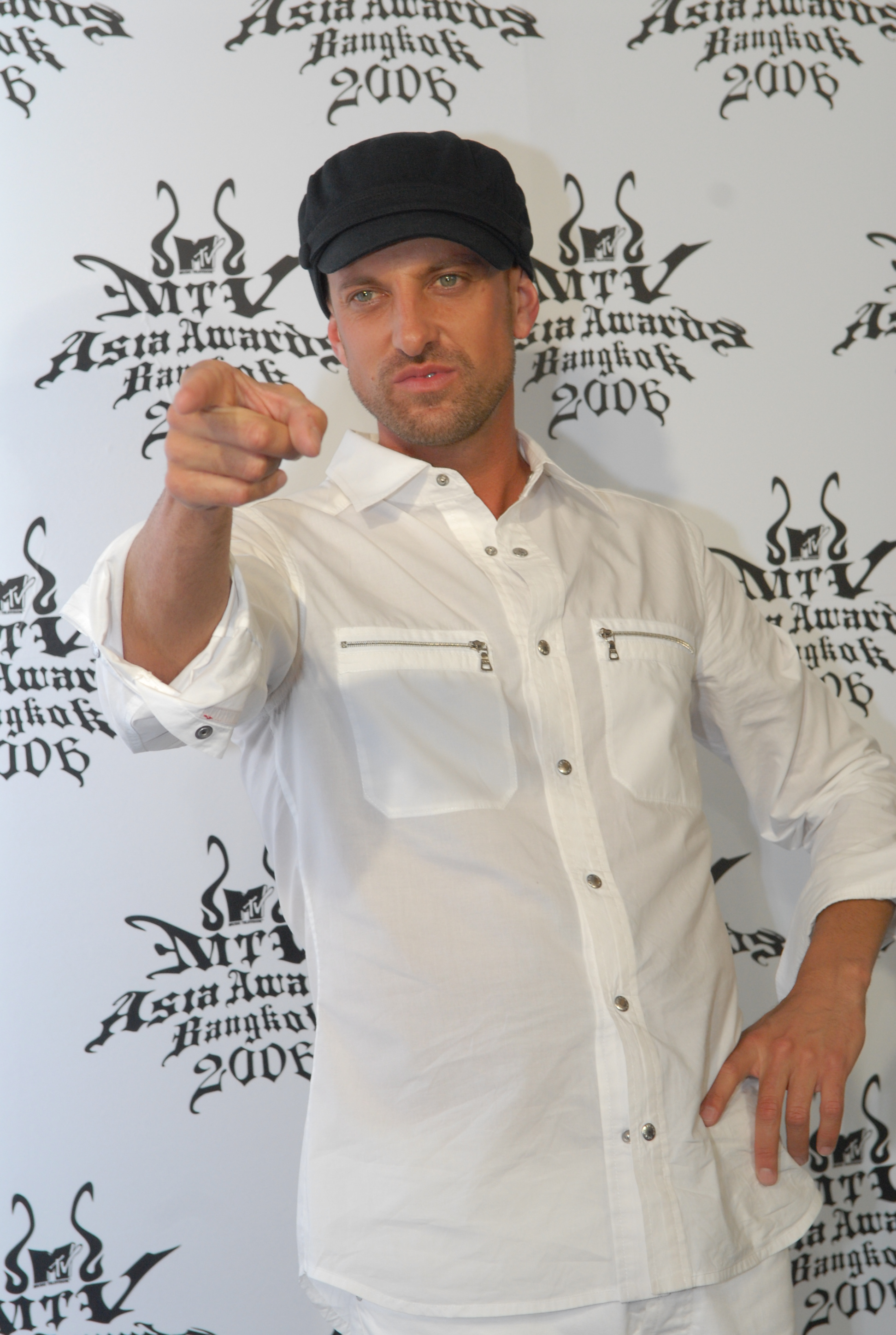
Powter ở MTV Asia Awards 2006, Bangkok, Thái Lan

## Danh sách đĩa nhạc

### Album
- 2000: I'm Your Betty[1]
- 2005: Daniel Powter
- 2008: Under the Radar
- 2015: Turn on the Lights
- 2018: Giants

### Đĩa đơn
| Năm  | Đĩa đơn           | Album           | US | US AT | UK | IRL | CAN | AUS | NZ | FRA | GER | SUI | BEL | AUT | NL | SE |
| ---- | ----------------- | --------------- | -- | ----- | -- | --- | --- | --- | -- | --- | --- | --- | --- | --- | -- | -- |
| 2005 | "Bad Day"         | Daniel Powter   | 1  | 1     | 2  | 1   | 1   | 3   | 7  | 3   | 17  | 5   | 7   | 13  | 6  | 8  |
| 2005 | "Free Loop"       | Daniel Powter   | —  | —     | —  | 20  | 11  | 43  | 32 | 52  | 55  | 38  | 50  | 62  | 33 | —  |
| 2005 | "Jimmy Gets High" | Daniel Powter   | —  | —     | —  | —   | —   | —   | —  | —   | —   | 41  | 43  | —   | —  | 58 |
| 2006 | "Lie to Me"       | Daniel Powter   | —  | —     | 92 | —   | —   | —   | —  | —   | —   | —   | —   | —   | —  | —  |
| 2006 | "Love You Lately" | Daniel Powter   | —  | 39    | —  | —   | 5   | —   | —  | —   | —   | —   | —   | —   | —  | —  |
| 2008 | "Next Plane Home" | Under the Radar | —  | —     | 70 | —   | —   | —   | —  | —   | 71  | 37  | 25  | 61  | —  | 30 |
| 2009 | "Best of Me"      | Under the Radar | —  | —     | —  | —   | —   | —   | —  | —   | —   | 40  | —   | —   | —  | —  |